# セス・スミス
ギャリー・セス・スミス（Garry Seth Smith, 1982年9月30日 - ）は、アメリカ合衆国ミシシッピ州ジャクソン出身のプロ野球選手（外野手）。左投左打。現在はフリーエージェント（FA）。

## 経歴

### プロ入り前
ミシシッピ大学出身で大学時代はアメリカンフットボールでもプレーしており、イーライ・マニングの控えQBだった。2003年7月に開催されたサントドミンゴパンアメリカン競技大会の野球アメリカ合衆国代表に選出された。

### プロ入りとロッキーズ時代
2004年のMLBドラフト2巡目（全体50位）でコロラド・ロッキーズから指名され、6月17日に契約。
2007年9月16日のフロリダ・マーリンズ戦でメジャーデビュー。この年はチームもワールドシリーズに進出し、スミス自身も出場して貴重な経験を積んだ。
2008年5月25日のニューヨーク・メッツ戦でメジャー初本塁打を放った。最終的に、外野の控えとして67試合に出場。
2009年は133試合に出場し、規定打席には到達しなかったものの打率.293・15本塁打を記録。9月第1週にはプレイヤー・オブ・ザ・ウィークを受賞した。
2010年は前年と同じ133試合に出場し、本塁打は2本増やしたものの、打率は.246と自己最低の数字に終わった。
2011年はほぼ右翼手のレギュラーに定着し、自己最多の147試合に出場（これはこのシーズンのチーム最多出場でもある）、打率.284・15本塁打を記録した。

### アスレチックス時代
2012年1月16日にギジェルモ・モスコーソ、ジョシュ・アウトマンとのトレードで、オークランド・アスレチックスへ移籍した。
2012年は主に相手の左右に応じたジョニー・ゴームスとのツープラトン起用ながら、対左のOPSが8割を超えるなどチームの地区優勝に貢献した。

### パドレス時代
2013年12月3日、ルーク・グレガーソンとのトレードで、サンディエゴ・パドレスへ移籍した。
2014年1月14日にパドレスと1年450万ドルの契約に合意した。7月2日にはパドレスと総額1300万ドルの2年契約（2017年・700万ドルの球団オプション付き）に合意した。この年は136試合に出場し、打率.266・12本塁打・48打点・1盗塁だった。

### マリナーズ時代
2014年12月30日にブランドン・マウラーとのトレードで、シアトル・マリナーズへ移籍した。
2015年は、左翼手と右翼手を守り分けながら、外野のレギュラー格で136試合に出場した。バッティング面では打率が.248に低下したが、31二塁打・5三塁打・12本塁打はいずれも前年と同数であり、持ち前の長打力を発揮した。また、この年通算1000試合出場を達成した。守備では左翼手を65試合で守って1失策・DRS0、右翼手を55試合で守って無失策・DRS + 1と、どちらかと言えば右翼手に適性を見せたが、それでも全体でも堅実な守りを見せた。
2016年も2015年と同様の使われ方をして、137試合に出場。打率.249・16本塁打・63打点という成績を残し、通算100本塁打を達成した。右翼手の守備は、74試合で守りに入って無失策・DRS + 1・UZR - 1.6という成績を記録。DRSとUZRで正反対の傾向を示したが、エラーはなく堅実だった。左翼手は35試合で守ったが、DRS - 8・UZR - 6.3という平均をかなり下回る数字となっており、引き続き右翼手の適性の方が高かった。ただ、失策は1つだけだった。

### オリオールズ時代
2017年1月6日にヨバニ・ガヤルドとのトレードで、ボルチモア・オリオールズへ移籍した。この年は111試合に出場して打率.258・13本塁打・32打点・2盗塁の成績を残した。オフの11月2日にFAとなった。

## プレースタイル
2011年シーズン終了時点で、右投手に対しての通算打率は.290と高い数字を残しているが、左投手に対しては.202と、左投手を極端に苦手としている。また、打者天国として知られるロッキーズの本拠地クアーズ・フィールドでの通算OPS.925に対し、敵地ではOPS.750と顕著な差が生じている。

## 詳細情報

### 年度別打撃成績
| 年 度     | 球 団     | 試 合 | 打 席 | 打 数 | 得 点 | 安 打 | 二 塁 打 | 三 塁 打 | 本 塁 打 | 塁 打 | 打 点 | 盗 塁 | 盗 塁 死 | 犠 打 | 犠 飛 | 四 球 | 敬 遠 | 死 球 | 三 振 | 併 殺 打 | 打 率 | 出 塁 率 | 長 打 率 | O P S |
| --------- | --------- | ----- | ----- | ----- | ----- | ----- | -------- | -------- | -------- | ----- | ----- | ----- | -------- | ----- | ----- | ----- | ----- | ----- | ----- | -------- | ----- | -------- | -------- | ----- |
| 2007      | COL       | 7     | 8     | 8     | 4     | 5     | 0        | 1        | 0        | 7     | 0     | 0     | 0        | 0     | 0     | 0     | 0     | 0     | 1     | 0        | .625  | .625     | .875     | 1.500 |
| 2008      | COL       | 67    | 123   | 108   | 13    | 28    | 7        | 0        | 4        | 47    | 15    | 1     | 0        | 0     | 0     | 15    | 0     | 0     | 23    | 0        | .259  | .350     | .435     | .785  |
| 2009      | COL       | 133   | 387   | 355   | 61    | 98    | 20       | 4        | 15       | 171   | 55    | 4     | 1        | 1     | 3     | 46    | 3     | 2     | 67    | 5        | .293  | .378     | .510     | .889  |
| 2010      | COL       | 133   | 398   | 358   | 55    | 88    | 19       | 5        | 17       | 168   | 52    | 2     | 1        | 0     | 3     | 35    | 1     | 2     | 67    | 5        | .246  | .314     | .469     | .783  |
| 2011      | COL       | 147   | 533   | 476   | 67    | 135   | 32       | 9        | 15       | 230   | 59    | 10    | 2        | 0     | 7     | 46    | 7     | 4     | 93    | 9        | .284  | .347     | .483     | .830  |
| 2012      | OAK       | 125   | 441   | 383   | 55    | 92    | 23       | 2        | 14       | 161   | 52    | 2     | 2        | 0     | 3     | 50    | 7     | 5     | 98    | 4        | .240  | .333     | .420     | .754  |
| 2013      | OAK       | 117   | 410   | 368   | 49    | 93    | 27       | 0        | 8        | 144   | 40    | 0     | 0        | 0     | 0     | 39    | 4     | 3     | 94    | 10       | .253  | .329     | .391     | .721  |
| 2014      | SD        | 136   | 521   | 443   | 55    | 118   | 31       | 5        | 12       | 195   | 48    | 1     | 1        | 0     | 4     | 69    | 3     | 4     | 87    | 9        | .266  | .367     | .440     | .807  |
| 2015      | SEA       | 136   | 452   | 395   | 54    | 98    | 31       | 5        | 12       | 175   | 42    | 0     | 0        | 1     | 5     | 47    | 4     | 4     | 99    | 15       | .248  | .330     | .443     | .773  |
| 2016      | SEA       | 137   | 438   | 378   | 62    | 94    | 15       | 0        | 16       | 157   | 63    | 0     | 0        | 0     | 4     | 48    | 1     | 8     | 89    | 11       | .249  | .342     | .415     | .758  |
| 2017      | BAL       | 111   | 373   | 330   | 50    | 85    | 19       | 0        | 13       | 143   | 32    | 2     | 0        | 0     | 1     | 36    | 3     | 6     | 79    | 7        | .258  | .340     | .433     | .774  |
| MLB：11年 | MLB：11年 | 1249  | 4084  | 3582  | 525   | 934   | 224      | 31       | 126      | 1598  | 458   | 22    | 7        | 2     | 30    | 431   | 33    | 38    | 797   | 75       | .261  | .344     | .446     | .790  |

- 2017年度シーズン終了時

### 表彰
- プレイヤー・オブ・ザ・ウィーク：1回（2009年8月31日 - 9月6日）

### 背番号
- 12 （2007年、2014年、2017年）
- 25 （2008年）
- 7 （2009年 - 2011年、2015年 - 2016年）
- 15 （2012年 - 2013年）

### 代表歴
- 2003年パンアメリカン競技大会野球アメリカ合衆国代表